# Erik Thomson
Erik Thomson (ur. 27 kwietnia 1967 w Inverness) – australijsko-nowozelandzki aktor.

## Życie prywatne
Erik Thomson urodził się w Szkocji. W wieku 7 lat wraz z rodziną wyjechał do Nowej Zelandii. Pierwszych lekcji sztuki scenicznej uczył się w New Zealand Drama School w Wellington. Następnie studiował literaturę angielską na Uniwersytecie Wiktorii.
7 kwietnia 1999 roku poślubił aktorkę Caitlin McDougall. Mają dwoje dzieci: Eilish Thomson oraz Magnusa Jamesa Thomsona. Mieszkają w Auckland w Nowej Zelandii.

## Kariera
Thomson zagrał w wielu filmach, serialach, a także grywał w teatrze. W latach 1995–1998 zagrał w popularnych na całym świecie serialach: Xena: Wojownicza księżniczka oraz Herkulesie rolę Hadesa. W 1999 roku dostał znaczącą rolę w australijskim serialu Cena życia, gdzie wcielił się w postać Doktora Mitchella. Za tę rolę otrzymał nagrodę Silver Logie dla najpopularniejszego aktora podczas gali TV Week Logie Awards.
W 2004 roku wystąpił w australijskim melodramacie Salto. Za rolę w tym filmie otrzymał nagrodę AFI Award dla najlepszego aktora drugoplanowego. W tym samym roku zagrał eks-gwiazdę rocka Jacka Jaffersa w filmie The Alice. W latach 2005–2006 ponownie wcielił się w tę samą postać w serialu o tym samym tytule. W 2005 roku grał zastępcę komisarza Davida Simpsona w serialu MDA. W latach 2008–2013 grał męża i ojca rodziny Rafterów, Dave’a Raftera w serialu Chata pełna Rafterów. Za tę rolę kilkakrotnie otrzymał nominacje do nagrody Logie Awards. Od 2015 roku gra felietonistę Georga Turnera w serialu 800 Words.

## Filmografia

### Filmografia
- 1998: Tajemnica domu przy Gantry Row (13 Gantry Row) jako Kieron
- 2001: Justin Brown jako Justin Brown
- 2003: Diagnosis Narcolepsy jako policjant
- 2004: The Alice jako Jack Jaffers
- 2004: Salto (Somersault) jako Richard
- 2004: Tackle jako Rob
- 2004: Throught My Eyes jako James Cameron
- 2005: Man Janson jako Chas
- 2006: BlackJack: Dead Memory jako Rob
- 2007: We’re Here to Help jako Dave Henderson
- 2008: Czarny balonik (The Black Balloon) jako Simon Mollison
- 2009: Wypadki chodzą po ludziach jako Bob
- 2009: Złudne piękno (Beautiful) jako pan Thomson
- 2009: Moi chłopcy (The Boys Are Back) jako Digby
- 2014: The Broken Shore
- 2014: Now Add Honey jako Richard Morgan

### Role w serialach TV
- 1992: The Ray Bradbury Theatre jako Joven Hombre
- 1995: Plain Clothes jako James Rose
- 1995: Wysoka fala (High Tide) jako Charles Hart y Wilcox
- 1996: Pacific Drive jako Brett Barett
- 1996: The Enid Blyton Adventure Series jako Joe
- 1995–1996: Herkules (Hercules: The Legendary Journeys) jako Hades
- 1995–1998: Xena: Wojownicza księżniczka (Xena: Warrior Princess) jako Hades
- 1998: Szczury wodne (Water Rats)  jako Lloyd Menzies
- 1998: Young Hercules jako Hades
- 1998: Wildside jako Paul Duncan
- 1999–2003: Cena życia (All Saints) jako Doktor Mitchell
- 2002: Always Greener jako Creg
- 2005: MDA jako David Simpson
- 2005−2006: The Alice jako Jack Jaffers
- 2008–2013: Chata pełna Rafterów (Packed to the Rafters) (2008–2013) jako Dave Rafter
- 2014: The Code jako Niko Gaelle
- 2015: 800 Words jako George Turner

## Nagrody i nominacje
- 2003: Wygrana, Logie Awards, Najpopularniejszy aktor, Cena życia[2]
- 2004: Nominacja, Logie Awards, Najpopularniejszy aktor, Cena życia[5]
- 2004: Wygrana, AFI Awards, Najlepszy aktor drugoplanowy, Salto[3]
- 2004: Nominacja, FCCA Awards, Najlepszy aktor drugoplanowy, Salto[6]
- 2008: Nominacja, Film Awards, Najlepszy występ aktorski, We’re Here to Help
- 2008: Nominacja, AFI Awards, Najlepszy aktor drugoplanowy, The Black Balloon[7]
- 2009: Nominacja, Logie Awards, Najpopularniejszy aktor, Chata pełna Rafterów[8]
- 2010: Nominacja, Logie Awards, Najpopularniejszy aktor, Chata pełna Rafterów[9]
- 2011: Nominacja, Logie Awards, Najpopularniejszy aktor, Chata pełna Rafterów[10]
- 2011: Nominacja, Logie Awards, Najwybitniejszy aktor, Chata pełna Rafterów[10]
- 2012: Nominacja, Logie Awards, Najpopularniejszy aktor, Chata pełna Rafterów[11]
- 2012: Nominacja, AACTA Awards, Najlepszy występ, Chata pełna Rafterów[12]
- 2016: Wygrana, Logie Awards, Najpopularniejszy aktor, 800 Words[13]
- 2017: Nominacja, Logie Awards, Najpopularniejszy aktor, 800 Words[14]